# Dům Dr. Löwyho
Dům Dr. Löwyho je obytný dům v Třešti. Dům je pojmenován po tamějším doktoru Siegfriedovi Löwym, strýci Franze Kafky, který sem jako mladý hoch jezdil na prázdniny – od roku 1900 do roku 1907. Dům se nachází na rohu ulice Rooseveltovy a Malého náměstí. Adresa domu je Malé náměstí 131/9. Siegfried Löwy zde pobýval v letech 1899–1932 poté, co vystudoval medicínu a věnoval se zde lékařské praxi. Dům stojí v bývalé židovské čtvrti.